# Reise, Reise
Albums de Rammstein
Mutter
(2001) Rosenrot
(2005)
Singles
1. Mein Teil
Sortie : 26 juillet 2004
2. Amerika
Sortie : 4 octobre 2004
3. Ohne dich
Sortie : 22 novembre 2004
4. Keine Lust
Sortie : 28 février 2005

Reise, Reise est le quatrième album studio du groupe de Neue Deutsche Härte allemand Rammstein. Il est sorti le 27 septembre 2004 sur le label Universal pour l'Europe et Republic Records pour les États-Unis. Il a été produit par le groupe et Jacob Hellner. 

## Historique
Il a été enregistré en novembre et décembre dans le sud de l'Espagne à Malaga dans les studios El Cortijo, à l'exception de la batterie qui fut enregistrée dans le studio 301 à Stockholm en Suède.

## Artwork
Cet album s'inspire du voyage (d'où son titre signifiant Voyage, voyage). La boîte noire sur la couverture (qui est effectivement dans la réalité orange fluo comme la couleur de l'album), ou les photos de promotion -les membres sont en costume-cravate, avec des lunettes et des valises dans une arène avec un taureau de corrida- rappellent le thème du voyage et sont une référence discrète au film Chute libre. Pour information, la boite noire figurant sur la pochette fait référence à la piste cachée à laquelle on peut accéder en "rembobinant" complètement la première chanson, et qui contient les dernières secondes de la conversation entre les pilotes du Vol 123 Japan Airlines qui a connu une fin tragique.

## Réception
À sa sortie, cet album se classa à la première place des charts de quatre pays (Allemagne, Suisse, Autriche et  Finlande). Il se classa dans le top 10 de la majorité des autres pays européens (3e en France) mais n'atteindra que la 37e place des charts britanniques et la 61e place du Billboard 200 aux États-Unis.
Cet album est classé à la 118e place en France en termes de ventes d'album pour l'année 2004.

## Liste des pistes
- Tous les titres sont signés par le groupe.

| 1.    | Reise, Reise                 | 4:12 |
| 2.    | Mein Teil                    | 4:33 |
| 3.    | Dalai Lama                   | 5:39 |
| 4.    | Keine Lust                   | 3:43 |
| 5.    | Los                          | 4:24 |
| 6.    | Amerika                      | 3:47 |
| 7.    | Moskau (avec Viktoria Fersh) | 4:17 |
| 8.    | Morgenstern                  | 4:00 |
| 9.    | Stein Um Stein               | 3:53 |
| 10.   | Ohne dich                    | 4:32 |
| 11.   | Amour                        | 4:51 |
| 47:51 |                              |      |

## Singles extrait de l'album
- Le premier single issu de cet album pour le promouvoir fut Mein Teil le 26 juillet 2004.
- Le second fut Amerika le 4 octobre 2004,
- Le troisième fut Ohne Dich le 22 novembre 2004,
- Et le dernier fut Keine Lust le 28 février 2005[2].

Note : le premier single devait être Keine Lust, car le label voulait un morceau rythmé, mais il fut remplacé par Mein Teil, car Keine Lust se traduit par " Pas envie " et ce n'était pas un bon choix pour le retour du groupe Rammstein.

## Musiciens
Rammstein
- Till Lindemann - chant
- Richard Zven Kruspe - guitare, guitare solo, chœurs
- Paul Landers - guitare, chœurs
- Oliver Riedel - basse
- Christian Lorenz - clavier, synthétiseur, sampleur
- Christoph Schneider - batterie

Musiciens additionnels
- Viktoria Fersh : voix féminine sur Moskau
- Bärbel Bühler : hautbois sur Ohne Dich
- Michael Kaden : accordéon sur Reise, Reise et Moskau
- Kinderchor Canzonetta : chorale sur  Amerika
- Dresdner Kammerchor : chorale sur Mein Teil, Amerika et Morgenstern
- Köpenicker Zupforchester : mandoline sur Ohne Dich
- Deutsche Filmorchester Babelseberg conduit par Wolf Kerschek : parties orchestrales
- Olsen Involtini : arrangements des cordes sur Stein Um Stein & Ohne Dich
- Sven Halbig : arrangements des cordes titres 9 & 10, arrangements des chorales titres 2, 6 & 8

## Charts et certifications

### Album
Charts
| Pays             | Durée du classement | Meilleur classement | Date              |
| ---------------- | ------------------- | ------------------- | ----------------- |
| Allemagne        | 79 semaines         | 1er                 | 11 octobre 2004   |
| Australie        | 4 semaines          | 19e                 | 10 octobre 2004   |
| Autriche         | 44 semaines         | 1er                 | 10 octobre 2004   |
| Belgique (W)     | 30 semaines         | 4e                  | 9 octobre 2004    |
| Belgique (V)     | 82 semaines         | 5e                  | 16 octobre 2004   |
| Danemark         | 11 semaines         | 3e                  | 8 octobre 2004    |
| États-Unis       | 4 semaines          | 61e                 | 4 décembre 2004   |
| Finlande         | 17 semaines         | 1er                 | 27 septembre 2004 |
| France           | 38 semaines         | 3e                  | 26 septembre 2004 |
| Italie           | 2 semaines          | 35e                 | 30 septembre 2004 |
| Norvège          | 8 semaines          | 4e                  | 4 octobre 2004    |
| Nouvelle-Zélande | 2 semaines          | 17e                 | 4 octobre 2004    |
| Pays-Bas         | 32 semaines         | 2e                  | 2 octobre 2004    |
| Portugal         | 8 semaines          | 6e                  | 27 septembre 2004 |
| Royaume-Uni      | 2 semaines          | 37e                 | 9 octobre 2004    |
| Suède            | 23 semaines         | 2e                  | 8 octobre 2004    |
| Suisse           | 49 semaines         | 1er                 | 10 octobre 2004   |

Certifications
| Pays        | Certification | Ventes    | Date            |
| ----------- | ------------- | --------- | --------------- |
| Allemagne   | Platine       | 200 000 + | 2004            |
| Autriche    | Platine       | 30 000 +  | 10 janvier 2005 |
| Finlande    | Or            | 26 500 +  | 2004            |
| Royaume-Uni | Or            | 100 000 + | 12 janvier 2018 |
| Suède       | Or            | 20 000 +  | 2004            |
| Suisse      | Platine       | 30 000 +  | 2004            |

### Singles

#### Charts
Mein Teil
| Chart                   | Durée du classement | Position | Date              |
| ----------------------- | ------------------- | -------- | ----------------- |
| Single Top 100          | 10 semaines         | 2e       | 9 août 2004       |
| Ö3 Austria Top 40       | 10 semaines         | 6e       | 8 août 2004       |
| (V) Ultratop            | 4 semaines          | 40e      | 18 septembre 2004 |
| Track Top-40            | 4 semaines          | 6e       | 10 septembre 2004 |
| Promusicae              | 8 semaines          | 1er      | 12 septembre 2004 |
| Suomen virallinen lista | 5 semaines          | 2e       | 6 septembre 2004  |
| Top 100                 | 4 semaines          | 60e      | 29 août 2004      |
| FIMI                    | 2 semaines          | 44e      | 9 septembre 2004  |
| VG-lista                | 4 semaines          | 11e      | 6 septembre 2004  |
| Mega Top 50             | 8 semaines          | 15e      | 4 septembre 2004  |
| UK Singles Chart        | 3 semaines          | 61e      | 14 août 2004      |
| Sverigetopplistan       | 7 semaines          | 8e       | 10 septembre 2004 |
| Schweizer Hitparade     | 10 semaines         | 11e      | 22 août 2004      |

Amerika
| Chart                   | Durée du classement | Position | Date              |
| ----------------------- | ------------------- | -------- | ----------------- |
| Single Top 100          | 13 semaines         | 2e       | 27 septembre 2004 |
| Ö3 Austria Top 40       | 21 semaines         | 3e       | 26 septembre 2004 |
| (V) Ultratop            | 9 semaines          | 36e      | 1er janvier 2005  |
| Track Top-40            | 11 semaines         | 2e       | 15 octobre 2004   |
| Promusicae              | 7 semaines          | 9e       | 24 octobre 2004   |
| Suomen virallinen lista | 5 semaines          | 10e      | 4 octobre 2004    |
| Top 100                 | 4 semaines          | 89e      | 24 octobre 2004   |
| FIMI                    | 1 semaine           | 46e      | 21 octobre 2004   |
| VG-lista                | 4 semaines          | 13e      | 25 octobre 2004   |
| Mega Top 50             | 12 semaines         | 16e      | 16 octobre 2004   |
| UK Singles Chart        | 2 semaines          | 38e      | 30 octobre 2004   |
| Sverigetopplistan       | 14 semaines         | 21e      | 4 novembre 2004   |
| Schweizer Hitparade     | 13 semaines         | 5e       | 26 septembre 2004 |

Ohne Dich
| Chart                   | Durée du classement | Position | Date             |
| ----------------------- | ------------------- | -------- | ---------------- |
| Single Top 100          | 12 semaines         | 2e       | 6 décembre 2004  |
| Ö3 Austria Top 40       | 12 semaines         | 38e      | 5 décembre 2004  |
| Track Top-40            | 1 semaine           | 17e      | 10 juin 2005     |
| Promusicae              | 3 semaines          | 15e      | 27 février 2005  |
| Suomen virallinen lista | 1 semaines          | 13e      | 29 novembre 2004 |
| Mega Top 50             | 2 semaines          | 30e      | 2 juillet 2005   |
| Schweizer Hitparade     | 12 semaines         | 42e      | 12 décembre 2004 |

Keine Lust
| Chart                   | Durée du classement | Position | Date          |
| ----------------------- | ------------------- | -------- | ------------- |
| Single Top 100          | 9 semaines          | 16e      | 14 mars 2005  |
| Ö3 Austria Top 40       | 6 semaines          | 25e      | 13 mars 2005  |
| Track Top-40            | 4 semaines          | 4e       | 11 mars 2005  |
| Promusicae              | 11 semaines         | 5e       | 10 avril 2005 |
| Suomen virallinen lista | 1 semaine           | 14e      | 7 mars 2005   |
| Mega Top 50             | 7 semaines          | 19e      | 2 avril 2005  |
| UK Singles Chart        | 2 semaines          | 35e      | 12 mars 2005  |
| Sverigetopplistan       | 1 semaine           | 57e      | 10 mars 2005  |
| Schweizer Hitparade     | 6 semaines          | 30e      | 13 mars 2005  |

### Certification
| Single  | Pays      | Certification | Ventes    | Date |
| ------- | --------- | ------------- | --------- | ---- |
| Amerika | Allemagne | Or            | 150 000 + | 2018 |